# Stone (2010)
Stone (engl. für Stein) (deutscher Fernsehtitel: In der Lüge gefangen) ist ein Drama mit Thriller-Elementen aus dem Jahr 2010 von Regisseur John Curran. Der Film lief am 8. Oktober 2010 in den amerikanischen Kinos an. Die DVD sowie die Blu-ray wurden am 15. März 2011 in Deutschland veröffentlicht. Der Film hatte am 13. Januar 2013 in Deutschland Fernsehpremiere.

## Handlung
Der Bewährungshelfer Jack Mabry, der Gutachten über Antragsteller auf vorzeitige Entlassung erstellt, steuert zielgerichtet auf seine Pensionierung zu. Seine Nachfolge ist geregelt; es gibt nur noch einige laufende Fälle, die Jack noch abarbeiten will. Unter diesen ist Gerald Creeson, genannt Stone, der wegen Brandstiftung im Gefängnis ist. Die Brandstiftung war eine Verdeckungsstraftat nach Ermordung seiner Großeltern durch seinen Cousin. Stone ist von Anfang an aggressiv, gibt sich scheinbar wenig Mühe, so zu tun, als sei er zur Entlassung bereit, streut aber zielgerichtet den einen oder anderen Hinweis in die Sitzungen mit Jack ein. Den anderen Teil übernimmt Stones Frau Lucetta außerhalb des Gefängnisses, indem sie Jack auf die Pelle rückt, ihn anruft, ihn vor der Arbeit persönlich anspricht, ihn zum Essen einlädt und ihn schließlich verführt.
Unterdessen vertieft sich Stone im Gefängnis in die Studie einer religiösen Theorie, bei der es um Klänge geht, die das allgemeine Durcheinander, unter dem Stone im Gefängnis vor allem leidet, verdrängen und als Stimmgabel Gottes interpretiert werden.
Stone warnt Jack, dass ihm seine Erzählungen „ein paar Bilder in den Kopf“ geben würden, die ihn nachts nicht würden schlafen lassen. Zum Teil wird Stone sehr persönlich und beleuchtet seinerseits Jacks Leben, der sich seit 43 Jahren glücklich verheiratet wähnt. Als Jack an diesem Abend nach Hause fährt, um es sich mit seiner Frau gemütlich zu machen, hört er im Radio eine christliche Sendung, bei der es um Vorherbestimmung geht. Daraufhin lässt Jack Stone am nächsten Tag von der Brandstiftung erzählen, für die er verurteilt wurde. Nach Stones Schilderung  war sein Cousin Teach mit Stones Großeltern in Streit geraten und hatte diese schließlich getötet. Das Haus danach in Brand zu setzen, sei Teachs Idee gewesen. Nach Auswertung der tagelangen Sitzungen mit Stone ist Jack der Überzeugung, die vorzeitige Entlassung zu befürworten. Insgeheim tut er dies aber auch, um die Nachstellungen von Lucetta zu beenden.
Stone ist nicht entgangen, dass seine Frau mit Jack eine Affäre angezettelt hatte, und kaum dass er aus der Haft entlassen wird, brennt es in Jacks Haus. Während Jacks Frau ein defektes Elektrokabel dafür verantwortlich macht, ist Jack fest davon überzeugt, dass dies ein Racheakt von Stone war.

## Hintergrund

### Produktion
In dem Film übernahm John Curran die Regie, das Drehbuch wurde von Angus MacLachlan geschrieben. Ursprünglich wurde das Drehbuch als Theaterstück geschrieben und auch einmal als szenische Lesung vorgetragen. Im Jahre 2005 änderte MacLachlan jedoch das Theaterstück in ein Drehbuch, um den Film 2010 veröffentlichen zu können. Der Film wurde von Mimran Schur Pictures betreut, unter der Hilfe der Filmproduzentin Holly Wiersma. Stone ist das Debüt des Unternehmens Mimran Schur Pictures, das im Jahre 2010 vom Privatinvestor David Mimram und Jordan Schur, dem langjährigen Musik-Geschäftsführer und früheren Präsidenten von Geffen Records, gegründet wurde. Außerdem war die Produktionsfirma Stone Productions an dem Film beteiligt.
Der Dreh begann am 18. Mai 2009 in Michigan. Die Gefängnisszenen wurden im südlichen Michigan Correctional Facility im Blackman Township gedreht. Für zwei Tage wurde die Emmanuel-Lutheran-Kirche von Ypsilanti für Dreharbeiten bereitgestellt. Der Trauergottesdienst sowie einige Außenszenen wurden an der Kirche gedreht und als Statisten dienten die Einheimischen. Während die Farmhausszenen an dem historischen Mast-Farmhaus gedreht wurden, war die Mast Road in Texas für mehrere Wochen gesperrt; am Ende des Drehs wurde das Haus abgebrannt.
Die Dreharbeiten wurden am 5. Juni 2009 unterbrochen, als eine berauschte Frau sich als Fan De Niros ausgab, den Sicherheitsdienst umging und ihn anpöbelte. Sie wurde verhaftet und einem örtlichen Krankenhaus übergeben.

### Veröffentlichung
Stone feierte am 10. September 2010 seine Weltpremiere beim Toronto International Film Festival. Es folgten Vorführungen beim Zurich Film Festival am 28. September 2010, am 3. Oktober 2010 beim Woodstock Film Festival sowie bei diversen internationalen Filmfestivals. Ab dem 8. Oktober 2010 war der Film in den US-amerikanischen Kinos zu sehen. Am 15. März 2011 wurde der Film in Deutschland von Ascot Elite Home Entertainment mit einer FSK-16-Freigabe auf DVD veröffentlicht.

## Kritiken
Das Online-Portal Treffpunkt Kritik wertete: „Stone [hat] mit einer zu dahinplätschernden Dramaturgie, mit zu wenig Figuren, deren Schicksal bewegt, und mit einer zu aufgesetzten Läuterung das verspielt, was die Prämisse eigentlich weckt: das Interesse des Publikums.“ „Es gibt einige Gründe, Stone mögen zu wollen. Doch schafft es letztlich keiner, über alles andere, was der Film mit sich bringt, hinwegzuretten.“
Auch film-rezensionen.de urteilte ähnlich: „Bei manchen Filmen hat man das Gefühl, dass das Budget alleine dazu genutzt wurde um namhafte Schauspieler an Land zu ziehen und die Produzenten durch diese Werbe-Zugpferde insgeheim darauf hoffen mit dem Endprodukt doch noch irgendwie Profit zu machen.“ „Stone beweist einmal mehr, dass ein Starensemble alleine nicht ausreicht um ein schwach ausgearbeitetes Drehbuch zu kaschieren. Der Schuss ging hier [offensichtlich] nach hinten los.“

## Deutsche Synchronfassung
Die deutsche Synchronbearbeitung entstand bei Think Global Media in Berlin.
| Darsteller           | Deutscher Sprecher | Rolle                    |
| -------------------- | ------------------ | ------------------------ |
| Edward Norton        | Andreas Fröhlich   | Gerald „Stone“ Creeson   |
| Robert De Niro       | Christian Brückner | Jack Mabry               |
| Milla Jovovich       | Solveig Duda       | Lucetta Creeson          |
| Rachel Loiselle      | Diana Borgwardt    | Candace                  |
| Peter Gray Lewis     | Gerald Schaale     | Gefängnisdirektor Fisher |
| Enver Gjokaj         | Tim Sander         | junge Jack Mabry         |
| Sarab Kamoo          | Sabine Mazay       | Janice                   |
| Frances Conroy       | Denise Gorzelanny  | Madylyn Mabry            |
| Sandra Love Aldridge | Almut Zydra        | Miss Dickerson           |
| Sammy A. Publes      | Sven Gerhardt      | Spirituosenladenbesitzer |